# Declan Ganley
Declan James Ganley (* 23. července 1968, Londýn, Spojené království) je irský podnikatel a politický aktivista.
Začínal v Londýně jako poslíček u pojišťovací firmy, ale počátkem 90. let 20. století se náhle stal významným podnikalem v lesnictví v bývalém Sovětském svazu. Působil údajně také jako poradce administrativě Vologodské oblasti. Vydělal také značnou sumu na obchodech s hliníkem v Ruské federaci. Zkrachoval jeho záměr na využití sovětských raketových nosičů pro komerční vynášení telekomunikačních satelitů do vesmíru.
Do širšího povědomí se dostal díky založení politického hnutí Libertas, které dodnes vede. Investoval značnou sumu vlastních peněz do kampaně, kterou před referendem v Irsku vedlo hnutí Libertas proti schválení Lisabonské smlouvy. Prohlásil, že jeho odpor nesměřuje proti Evropské unii, nýbrž výhradně proti Lisabonské smlouvě. Za svou politickou kampaň dostal cenu od českého sdružení eStat.cz blízkého ODS,
V červnu 2009 utrpěl jednoznačnou porážku ve volbách do Evropského parlamentu jako on sám, tak i jeho politická strana. Pote uvedl, že nepovede kampaň proti Lisabonské smlouvě před druhým irským referendem.
Je ženatý a s manželkou Deliou má čtyři děti.